# Reiseschutzversicherung
Als Reiseschutzversicherung wurde eine Reisekranken- und Haftpflichtversicherung für Reisende in die Schengen-Staaten bezeichnet. Sie garantierte die Übernahme aller während des Besuchs anfallenden Kosten sowie die Kosten der Abschiebung, falls diese erforderlich wird.
Damit konnte eine solche Versicherung die Verpflichtungserklärung des EU-Bürgers für den Besucher ersetzen, der ansonsten als Bürge auftritt und für die Kosten haften muss, die sein Gast verursacht.
Reiseschutzversicherungen wurden ab August 1995 zunächst vom ADAC unter dem Namen „Carnet de Touriste“ (CdT) vertrieben.
Vom 2. Mai 2001 bis Juni 2002 verkaufte auch das Unternehmen Reiseschutz AG Reiseschutzversicherungen unter der Bezeichnung „Reiseschutzpass“.
Ähnliche Reiseschutzversicherungen wurden auch von der ITRES GmbH vertrieben.
Allerdings wurde mit Blanko-Reiseschutzversicherungsformularen Handel getrieben, und durch Verstrickungen des deutschen Botschaftspersonals in Kiew (Ukraine) kam es zur sogenannten „Visa-Affäre“.
Seit dem 28. März 2003 werden Reiseschutzversicherungen bei der Erteilung von Besuchervisa nicht mehr als Nachweis ausreichender Mittel anerkannt, sie sind damit praktisch wertlos geworden und de facto abgeschafft.